# Manuel de Paz Sánchez
Manuel de Paz Sánchez (Santa Cruz de La Palma, 1953) és un historiador espanyol, que ha publicat diverses obres sobre la maçoneria, la historia colonial espanyola o les illes Canàries.

## Biografia
Va néixer a Santa Cruz de La Palma en 1953. Catedràtic d'Història d'Amèrica en la Universitat de La Laguna, és autor d'obres com a Zona rebelde: La diplomacia española ante la revolución cubana (1957-1960) (1997); La Ciudad. Una historia ilustrada de Santa Cruz de La Palma (2003); Militares masones de España. Diccionario biográfico del siglo XX (2004), sobre la francmaçoneria a l'Exèrcit espanyol; Franco y Cuba: estudios sobre España y la Revolución (2006) o Martí, España y la masonería (2008), sobre la trajectòria de l'independentista cubà José Martí a Espanya; Entre altres títols. És membre de l'Academia Canaria de la Lengua.